# The Valiant
The Valiant é um filme norte-americano de 1929, do gênero drama, dirigido por William K. Howard  e estrelado por Paul Muni e Marguerite Churchill.

## Produção
O roteiro é baseado em peça de Holworthy Hall e Robert Middlemass, apresentada na Broadway uma única vez, em 4 de maio de 1926, e depois em 08 de maio de 1928.
The Valiant marca a estreia de Paul Muni no cinema. Ele recebeu uma indicação ao Oscar de Melhor Ator por sua atuação, a primeira das cinco que receberia ao longo da carreira (venceu por The Story of Louis Pasteur (1936).
Em 1940, a 20th Century Fox lançou  uma refilmagem da história, com o título de The Man Who Wouldn't Talk, com Lloyd Nolan e Jean Rogers.

## Sinopse
James Dyke, de passado nebuloso, mata acidentalmente a principal testemunha de um crime. Com a consciência pesada, ele se entrega à polícia, sob falsa identidade para não causar sofrimento à própria família. Acaba condenado à morte.

## Premiações
| Patrocinador                                  | Prêmio | Categoria                                       | Situação |
| --------------------------------------------- | ------ | ----------------------------------------------- | -------- |
| Academia de Artes e Ciências Cinematográficas | Oscar  | Melhor Ator (Paul Muni) Melhor Roteiro Adaptado | Indicado |

## Elenco
| Ator/Atriz           | Personagem         |
| -------------------- | ------------------ |
| Paul Muni            | James Dyke         |
| Marguerite Churchill | Mary Douglas       |
| Johnny Mack Brown    | Robert Ward        |
| DeWitt Jennings      | Carcereiro Holt    |
| Henry Kolker         | Juiz               |
| Edith Yorke          | Mãe de James Dyke  |
| Richard Carlyle      | Pai de James Dyke  |
| Clifford Dempsey     | Tenente da polícia |